# Achaios (general)
Achaios var en grekisk general och senare guvernör. Han gjorde uppror mot Antiochos III år 220 f.Kr., men blev år 213 f.Kr. besegrad och avrättad.